# Clubiona rothschildi
Clubiona rothschildi är en spindelart som beskrevs av Lucien Berland 1922. Clubiona rothschildi ingår i släktet Clubiona och familjen säckspindlar.
Artens utbredningsområde är Etiopien. Inga underarter finns listade i Catalogue of Life.